# La Défense Jazz Festival
La Défense Jazz Festival est un festival de jazz organisé en France par le Conseil départemental des Hauts-de-Seine. Cet évènement musical se déroule tous les ans pendant dix jours au mois de juin en plein air, sur le parvis de la Défense. Tous les concerts du festival sont gratuits et libres d'accès.

## Histoire
Le Concours national de jazz de La Défense existe depuis 1977, mais ce n'est qu'en 1992 qu'a lieu la première édition du festival homonyme.

## Programmation
La Défense Jazz Festival est un festival grand public, qui se veut éclectique et festif, et qui attire de nombreux spectateurs au-delà des amateurs de jazz. Il met à l'affiche des musiciens de tous les courants du jazz, ainsi que des musiques du monde, groove, blues, salsa, electro, et musique brésilienne.
Depuis 2002, la programmation est assurée par David Ambibard. Il estime qu'avant 2000 le concours était "d'un académisme hyper exacerbé, mais cela manquait de composition personnelle, de création". Il affirme avoir aussi un rôle de "prescripteur de nouvelles tendances", comme en 2017 où il a programmé le trio britannique Mammal Hands, le contrebassiste Miles Mosley (en) et le saxophoniste Shabaka Hutchings (en).

### Années 2000

#### 2009
| Date & Horaire         | Lieu                                        | Artistes                          |
| ---------------------- | ------------------------------------------- | --------------------------------- |
| Vendredi 12 juin à 21h | place de la Mairie, Fontenay-aux-Roses      | Erik Truffaz / Sly Johnson        |
| Dimanche 14 juin à 19h | place de la République, Vanves              | Bonga                             |
| Vendredi 19 juin à 20h | terrasse du Fécheray, Suresnes              | The Puppini Sisters               |
| Samedi 20 juin à 20h   | place des Impressionnistes, Rueil-Malmaison | Push Up                           |
| Lundi 22 juin à 12h    | Parvis de la Défense, Puteaux               | Piers Faccini / Son of Dave       |
| Mardi 23 juin à 12h    | Parvis de la Défense, Puteaux               | Victor Démé                       |
| Mercredi 24 juin à 12h | Parvis de la Défense, Puteaux               | Beat Assailant / Alexandre Tassel |
| Jeudi 25 juin à 12h    | Parvis de la Défense, Puteaux               | Tigran Hamasyan                   |
| Vendredi 26 juin à 12h | Parvis de la Défense, Puteaux               | General Elektriks                 |
| Samedi 27 juin à 20h   | Parvis de la Défense, Puteaux               | Raul Midon                        |
| Dimanche 28 juin à 19h | Parvis de la Défense, Puteaux               | Goran Bregovic / Avishai Cohen    |

### Années 2010

#### 2010
| Date & Horaire           | Lieu                                                      | Artistes                                                    |
| ------------------------ | --------------------------------------------------------- | ----------------------------------------------------------- |
| Vendredi 18 juin à 20h30 | esplanade de l’Hôtel de Ville-rue de la Liberté, Colombes | Speed Caravan                                               |
| Samedi 19 juin à 20h     | terrasse du Fécheray, Suresnes                            | Matthieu Boré, Patricia Bonner                              |
| Dimanche 20 juin à 19h   | place de la République, Vanves                            | Shantel and Bucovina Club Orkestar                          |
| Lundi 21 juin à 12h      | Parvis de la Défense, Puteaux                             | Eric Legnini / Chris Potter                                 |
| Mardi 22 juin à 12h      | Parvis de la Défense, Puteaux                             | Fanga / The Souljazz Orchestra (en)                         |
| Mercredi 23 juin à 12h   | Parvis de la Défense, Puteaux                             | Irma / Miss Platnum                                         |
| Jeudi 24 juin à 12h      | Parvis de la Défense, Puteaux                             | Yuval Amihaï ensemble (de) / Bojan Z Tetraband              |
| Vendredi 25 juin à 12h   | Parvis de la Défense, Puteaux                             | Malted Milk / Sophie Hunger                                 |
| Samedi 26 juin à 12h     | Parvis de la Défense, Puteaux                             | Wayne Shorter quartet / Rabih Abou-Khalil Joachim Kühn Trio |
| Dimanche 27 juin à 12h   | Parvis de la Défense, Puteaux                             | Caetano Veloso / Mina Agossi                                |

#### 2011
Tous les concerts ont lieu au Parvis de la Défense à Puteaux.
| Date             | Session Midi                                      | Session Soir                                               |
| ---------------- | ------------------------------------------------- | ---------------------------------------------------------- |
| Samedi 18 juin   |                                                   | Manu Katché                                                |
| Lundi 20 juin    | Staff Benda Bilili                                |                                                            |
| Mardi 21 juin    | Ebo Taylor / Dennis Coffey (en)                   | Patricia Bonner / Hindi Zahra                              |
| Mercredi 22 juin | Grand Pianoramax (en) / Blitz the Ambassador (en) |                                                            |
| Jeudi 23 juin    | Manu Codjia / Ambrose Akinmusire                  |                                                            |
| Vendredi 24 juin | Sébastien Llado Quartet / Dead Jazz               |                                                            |
| Samedi 25 juin   |                                                   | Clinton Fearon / Emir Kusturica & The No Smoking Orchestra |
| Dimanche 26 juin |                                                   | Keziah Jones / George Clinton & Parliament-Funkadelic      |

#### 2012
Tous les concerts ont lieu au Parvis de la Défense à Puteaux.
| Date                 | Session Midi                                       | Session Soir                                                                                        |
| -------------------- | -------------------------------------------------- | --------------------------------------------------------------------------------------------------- |
| Samedi 23 juin       |                                                    | Fatoumata Diawara / Alice Russell / Robin McKelle & the Flytones feat. Fred Wesley et Pee Wee Ellis |
| Lundi 25 juin        | Groove Catchers, Henri Texier Quartet              | |
| Mardi 26 juin        | Hell’s Kitchen / Asaf Avidan & Band                | |
| Mercredi 27 juin     | Gizelle Smith / Charles Bradley                    | |
| Jeudi 28 juin        | Guillaume Perret & The Electric Epic / Tonbruket   | |
| Vendredi 29 juin     | Jungle by Night / Orchestre Poly-Rythmo de Cotonou | |
| Samedi 30 juin       |                                                    | Gregory Porter / McCoy Tyner Quartet feat. Ravi Coltrane                                            |
| Dimanche 1er juillet |                                                    | Cody Chesnutt / De La Soul Live Band                                                                |

#### 2013
Tous les concerts ont lieu au Parvis de la Défense à Puteaux.
| Date               | Session Midi                                      | Session Soir                           |
| ------------------ | ------------------------------------------------- | -------------------------------------- |
| Samedi 29 juin     |                                                   | Ibrahim Maalouf / Salif Keïta          |
| Lundi 1er juillet  | Kellylee Evans / Otis Taylor                      |                                        |
| Mardi 2 juillet    | The Heliocentrics (en) / Birth of Joy             |                                        |
| Mercredi 3 juillet | Vintage Trouble / The Soul Rebels (en)            |                                        |
| Jeudi 4 juillet    | Gerry Lopez & Fro Trio / Medeski, Martin and Wood |                                        |
| Vendredi 5 juillet | Rusconi (en) / Francesco Bearzatti                |                                        |
| Samedi 6 juillet   |                                                   | Shai Maestro / Chick Corea & The Vigil |
| Dimanche 7 juillet |                                                   | St. Lô / Birdy Nam Nam                 |

#### 2014
,
Tous les concerts ont lieu au Parvis de la Défense à Puteaux.
| Date               | Session Midi                                                  | Session Soir                                                                                          |
| ------------------ | ------------------------------------------------------------- | --- |
| Dimanche 29 juin   |                                                               | Sharon Jones & the Dap-Kings, Charles Bradley and his Extraordinaires, Antibalas, The Sugarman 3 (en) |
| Lundi 30 juin      | Harleighblu / Lisa and The Lips (en)                          | |
| Mardi 1er juillet  | Anne Quillier / Christophe Dal Sasso (de) / Belmondo Big Band | |
| Mercredi 2 juillet | Orchestre Tout Puissant Marcel Duchamp / Staff Benda Bilili   | |
| Jeudi 3 juillet    | Sidony Box / Dave Holland                                     | |
| Vendredi 4 juillet | Pierrick Pedron - Kubic’s Trio / Ambrose Akinmusire           | |
| Samedi 5 juillet   |                                                               | Mehliana feat Brad Mehldau & Mark Guiliana / Brandt Brauer Frick / Alexis Taylor (en) (from Hot Chip) |
| Dimanche 6 juillet |                                                               | Fakear / Wax Tailor & The Phonovisions Symphonic Orchestra                                            |

#### 2015
,,
Tous les concerts ont lieu au Parvis de la Défense à Puteaux.
| Date                 | Session Midi                                         | Session Soir                                                    |
| -------------------- | ---------------------------------------------------- | --------------------------------------------------------------- |
| Samedi 27 juin       |                                                      | Tricky / KRS-One / Coely                                        |
| Lundi 29 juin        | Meta Meta / Vaudou Game                              | Aron Ottignon / Aufgang                                         |
| Mardi 30 juin        | Laurent Coulondre / Vincent Peirani                  | Samy Thiebault / Shai Maestro                                   |
| Mercredi 1er juillet | Indra Rios-Moore (de) / Nguyen Le                    | Lauréats du Concours National de Jazz de la Défense (3 groupes) |
| Jeudi 2 juillet      | Jim Jones and the Righteous Mind (en) / The Bellrays | Lauréats du Concours National de Jazz de la Défense (3 groupes) |
| Vendredi 3 juillet   | Jake Isaac / Mbongwana Star (en)                     | Chlorine Free / Soweto Kinch                                    |
| Samedi 4 juillet     |                                                      | George Benson                                                   |
| Dimanche 5 juillet   |                                                      | Tigran Hamasyan / Joshua Redman & the Bad Plus                  |

#### 2016
,
Tous les concerts ont lieu au Parvis de la Défense à Puteaux.
| Date             | Session Midi                                                       | Session Soir                                                    |
| ---------------- | ------------------------------------------------------------------ | --------------------------------------------------------------- |
| Lundi 13 juin    | Bachar Mar-Khalifé / Tony Allen                                    | Géraldine Laurent / Hugh Coltman                                |
| Mardi 14 juin    | Michael Wollny Trio / Red Star Orchestra feat. Thomas de Pourquery | Anne Paceo / Gary Clark Jr.                                     |
| Mercredi 15 juin | United Vibrations / Sons of Kemet                                  | Lauréats du Concours National de Jazz de la Défense (3 groupes) |
| Jeudi 16 juin    | EYM Trio / Pierrick Pédron                                         | Lauréats du Concours National de Jazz de la Défense (3 groupes) |
| Vendredi 17 juin | Anthony Joseph / Jungle by Night (nl)                              | Tiganá Santana (pt) / Rokia Traoré / Avishai Cohen              |
| Samedi 18 juin   |                                                                    | Pbug / Larry Graham & Graham Central Station (en)               |

#### 2017
,
Tous les concerts ont lieu au Parvis de la Défense à Puteaux.
| Date             | Session Midi                                                 | Session Soir                                                        |
| ---------------- | ------------------------------------------------------------ | ------------------------------------------------------------------- |
| Lundi 19 juin    | Jowee Omicil (en) / Abou Diarra                              | Electro Deluxe                                                      |
| Mardi 20 juin    | Gauthier Toux Trio / Julien Lourau and The Groove Retrievers | Yaron Herman et Emile Parisien                                      |
| Mercredi 21 juin | The Comet is Coming (en) / Shabaka and The Ancestors (en)    | Lauréats du Concours National de Jazz de la Défense (3 groupes)     |
| Jeudi 22 juin    | Aron Ottignon Trio / Mammal Hands                            | Lauréats du Concours National de Jazz de la Défense (3 groupes)     |
| Vendredi 23 juin | Jupiter & Okwess / Alsarah & The Nubatones                   | Création Spéciale 40 ans du Concours national de Jazz de la Défense |
| Samedi 24 juin   |                                                              | Ala.ni / Miles Mosley (en) / Seun Kuti & Egypt 80' / Lucky Chops    |
| Dimanche 25 juin |                                                              | Adian Coker / Chinese Man                                           |

#### 2018
,
Tous les concerts ont lieu au Parvis de la Défense à Puteaux.
| Date                 | Session Midi                                  | Session Soir |
| -------------------- | --------------------------------------------- | --- |
| Lundi 25 juin        | Omri Mor Trio / André Manoukian               | Céline Bonacina Trio / Megapulse Orchestra |
| Mardi 26 juin        | Monolithes / Thomas de Pourquery & Supersonic | Anne Paceo |
| Mercredi 27 juin     | Sarah McCoy / Tank and the Bangas             | Lauréats du Concours National de Jazz de la Défense: Lown / Carabosse / Nola French Connection                                                  |
| Jeudi 28 juin        | Ruby Rushton / III Considered                 | Lauréats du Concours National de Jazz de la Défense: Zoot Octet / LL Duo / Matthis Pascaud Square One                                           |
| Vendredi 29 juin     | Otis Stacks / Osaka Monaurail (en)            | Meshell Ndegeocello |
| Samedi 30 juin       |                                               | Lee Fields & The Expressions / Al McKay's Earth Wind & Fire Experience                                                                          |
| Dimanche 1er juillet |                                               | Youn Sun Nah & Ulf Wakenius / R+R=Now (Robert Glasper, Terrace Martin, Christian Scott, Taylor McFerrin (en), Derrick Hodge (en), Justin Tyson) |

#### 2019
,
Tous les concerts ont lieu au Parvis de la Défense à Puteaux.
| Date             | Session Midi                                  | Session Soir                                                                      |
| ---------------- | --------------------------------------------- | --------------------------------------------------------------------------------- |
| Lundi 24 juin    | Mamas Gun (en) / Raashan Ahmad                | Thibault Gomez Quintet / Rue de Tanger / Alex Monfort Trio                        |
| Mardi 25 juin    | Matthis Pascaud Square One / Stéphane Kerecki | Obradović-Tixier Duo + Quentin Lourties & The Epic Sage + Thomas Galliano Quartet |
| Mercredi 26 juin | Theon Cross Trio (en) / Cykada                | Arshid Azarine Trio / Rabih Abou-Khalil                                           |
| Jeudi 27 juin    | 30/70 / Underground System                    | Eric Legnini revisited by LPE                                                     |
| Vendredi 28 juin | Human Songs / Kimberose                       | GoGo Penguin                                                                      |
| Samedi 29 juin   |                                               | Snarky Puppy feat. Hamid El Kasri (en) & Karim Ziad                               |
| Dimanche 30 juin |                                               | Avishai Cohen / Jordan Mackampa (en) / José James                                 |

### Années 2020

#### 2020
,
Tous les concerts ont lieu au Parvis de la Défense à Puteaux en septembre du à la Pandémie de Covid-19.
| Date                  | Session Midi                                             | Session Soir                                                    |
| --------------------- | -------------------------------------------------------- | --------------------------------------------------------------- |
| Lundi 21 septembre    | Ebony Frainteso / Joel Culpepper                         | Jî Drû / Cheick Tidiane Seck                                    |
| Mardi 22 septembre    | Gauthier Toux / Guillaume Perret                         | Belmondo Quintet                                                |
| Mercredi 23 septembre | Yilian Cañizares / Sophie Alour invite Abdallah Abozekry | Lauréats du Concours National de Jazz de la Défense (3 groupes) |
| Jeudi 24 septembre    | Nefertiti Quartet / Obradović-Tixier Duo                 | Lauréats du Concours National de Jazz de la Défense (3 groupes) |
| Vendredi 25 septembre | Gystere / L’Eclair                                       | Altin Gün                                                       |
| Samedi 26 septembre   |                                                          | Koki Nakano / Ibrahim Maalouf en duo avec François Delporte     |
| Dimanche 27 septembre |                                                          | Moses Boyd (en) / Ezra Collective (en)                          |

#### 2021
,
Tous les concerts ont lieu au Parvis de la Défense à Puteaux.
| Date             | Session Midi                           | Session Soir                                                    |
| ---------------- | -------------------------------------- | --------------------------------------------------------------- |
| Lundi 21 juin    | Leon Phal Quintet / Laurent Bardainne  | Nubiyan Twist                                                   |
| Mardi 22 juin    | Yessaï Karapetian (de) / Gabriel Gosse | André Manoukian                                                 |
| Mercredi 23 juin | Rouge / Samuel Strouk                  | Lauréats du Concours National de Jazz de la Défense (3 groupes) |
| Jeudi 24 juin    | Sahra Halgan / Songo                   | Lauréats du Concours National de Jazz de la Défense (3 groupes) |
| Vendredi 25 juin | Joce Mienniel / Samy Thiebault         | Manu Katché                                                     |
| Samedi 26 juin   |                                        | Ana Carla Maza / Melody Gardot                                  |
| Dimanche 27 juin |                                        | Kristel / Asaf Avidan                                           |

#### 2022
,
Tous les concerts ont lieu au Parvis de la Défense à Puteaux.
| Date             | Session Midi                                                          | Session Soir                                                    |
| ---------------- | --------------------------------------------------------------------- | --------------------------------------------------------------- |
| Lundi 20 juin    | Lass / Big in jazz collective                                         | Fiona Monbet « Maelström » et le Vallée Sud Symphonia           |
| Mardi 21 juin    | Coccolite / Daïda, lauréat du 44e concours de jazz de La Défense      | General Elektriks                                               |
| Mercredi 22 juin | MadMadMad / Samm Henshaw (en)                                         | Lauréats du Concours National de Jazz de la Défense (3 groupes) |
| Jeudi 23 juin    | Sarab / Naïssam Jalal & Rythms of resistance                          | Lauréats du Concours National de Jazz de la Défense (3 groupes) |
| Vendredi 24 juin | Glass Museum / Binker & Moses (Binker Golding (en) & Moses Boyd (en)) | Kutu                                                            |
| Samedi 25 juin   |                                                                       | Yessaï Karapetian (de) / Herbie Hancock                         |
| Dimanche 26 juin |                                                                       | Juicy / Ibrahim Maalouf                                         |

#### 2023
,
Tous les concerts ont lieu au Parvis de la Défense à Puteaux.
| Date               | Session Midi                                                    | Session Soir                    |
| ------------------ | --------------------------------------------------------------- | ------------------------------- |
| Lundi 26 juin      | Hermon Mehari (de) / Limousine                                  | Gauthier Toux / Samy Thiébault  |
| Mardi 27 juin      | Ishkero / Chocho Cannelle                                       | Ëda Diaz / Anne Paceo + Chorale |
| Mercredi 28 juin   | Lauréats du Concours National de Jazz de la Défense (3 groupes) | Ala.ni / Jacob Banks            |
| Jeudi 29 juin      | Lauréats du Concours National de Jazz de la Défense (3 groupes) | Star Feminine Band / BCUC       |
| Vendredi 30 juin   | Festen / Yves Rousseau Septet                                   | Antibalas / Groundation         |
| Samedi 1er juillet |                                                                 | Fatoumata Diawara / Joey Badass |
| Dimanche 2 juillet |                                                                 | Tigran Hamasyan / Marcus Miller |

#### 2025
Tous les concerts ont lieu au Parvis de la Défense à Puteaux.
| Date             | Session Midi                                        | Session Soir                                  |
| ---------------- | --------------------------------------------------- | --------------------------------------------- |
| Lundi 23 juin    | Wet Enough !? / Black Lives                         | Rémi Panossian RP3 / Gogo Penguin             |
| Mardi 24 juin    | MarsAvril / Roman Reidid x Paper Chase              | Joel Culpepper / Jalen Ngonda                 |
| Mercredi 25 juin | Elise Vassallucci / Charles Kieny CrozPhonics / AMG | Dafné Kritharas / Dhafer Youssef              |
| Jeudi 26 juin    | Moustik Haterz / Verb / Sandra Cipolat Trio         | Anthony Joseph / Groundation                  |
| Vendredi 27 juin | Def MaMa Def / Kin’Gongolo Kiniata                  | Célia Kameni / La Chica & El Duende Orchestra |
| Samedi 28 juin   |                                                     | Sampa The Great / Angélique Kidjo             |
| Dimanche 29 juin |                                                     | Gauthier Toux Photons / Herbie Hancock        |

## Concours national de jazz de la Défense
Le Concours national de jazz de la Défense, parfois appelé Tremplin Jazz de la Défense, existe depuis 1977,. Ce concours de haut niveau cherche à révéler et promouvoir les artistes de jazz émergents sur la scène actuelle de jazz. Une sélection de dix musiciens ou formations se produit en public, devant un jury composé de journalistes, diffuseurs ou programmeurs spécialistes du jazz.
Les récompenses sont décernées sous forme de prix financiers, s'élevant à 1 500 € pour le Prix d'instrumentiste et de 5 000 € pour le Prix de groupe,. Le prix comporte également des engagements pour des concerts en festival ou en club et des aides promotionnelles. Plusieurs catégories de prix sont décernées chaque année : 
- Prix de groupe
- Prix d'instrumentiste
- Prix de composition (disparu au milieu des années 2010)

Depuis ses débuts, le jury a récompensé un grand nombre de musiciens devenus leaders de la scène française : 

### Années 1977 à 1989
- 1977 : Jean-Loup Longnon, Boulou Ferré, Zool Fleischer[2]
- 1978 : Antoine Hervé, Francis Bourrec, Jo Benotti, Philippe Laccarrière , Yann Benoist
- 1979 : Éric Le Lann[3], Laurent Cugny, Denis Badault
- 1980 : Laurent Cugny (Big band Lumière), Andy Emler
- 1982 : Big band Ornicar, Yannick Robert
- 1983 : Ultramarine (avec notamment Mario Canonge, Nguyên Lê et Bago Balthazar), Louis Winsberg
- 1984 : Gilles Renne, Claude Tissendier, Manuel Rocheman, Alain Debiossat, groupe Triode
- 1986 : Marc Ducret (SOS Quintet), Claude Sommier (groupe Djoa)
- 1987 : Jean-Marie Machado
- 1988 : Le Trio (Eric Lohrer, Laurent Camuzat, Olivier Le Goas), Stéphane et Lionel Belmondo
- 1989 : Franck Tortiller, Ivan Paduart

### Années 1990
- 1990 : Éric Löhrer, Angelo Zurzolo
- 1991 : Erik Truffaz, Bojan Zulfikarpašić
- 1992 : Julien Lourau[3], Jean-Christophe Cholet, Noël Akchoté, Calico trio
- 1993 : Olivier Ker Ourio, Erik Truffaz[3], Nicolas Genest
- 1994 : Prysm (Pierre de Bethmann), Ronnie Lynn Patterson
- 1995 : Christophe Marguet, Olivier Sens, David El Malek, Pierre-Alain Goualch, Bruno Angelini
- 1996 : le Collectif Mû, Gary Brunton, Vincent Artaud, Pierrick Pédron, Baptiste Trotignon
- 1997 : Kassalit, Olivier Temime
- 1998 : Les Grandes Gueules, Christophe Monniot
- 1999 : Matthieu Donarier, Manu Codjia, Sébastien Llado/Daniel Zimmermann (Spice 'Bones), Youn Sun Nah

### Années 2000
- 2000 : Le Sacre du tympan de Fred Pallem, Rémi Sciuto
- 2001 : Médéric Collignon[3], Laurent Bardainne, Triade, Dr Knock
- 2002 : Daniel Zimmermann/Thomas de Pourquery Quintet (groupe, 1er et 2e prix de solistes)[36], Laurent Mignard, Sébastien Llado Quartet
- 2003 : Stéphane Kerecki, Vincent Peirani/Vincent Lê Quang, Airelle Besson/Sylvain Rifflet Quintet, Carine Bonnefoy
- 2004 : Adrien Amey, Sébastien Jarrousse, Paradigm, Zerafa / Georgelet Quartet, Samy Thiébault
- 2005 : Yvan Robilliard, Raphaël Imbert, Yaron Herman, Cédrick Bec, Simon Tailleu
- 2006 : Ozma
- 2007 : Radiation 10, Céline Bonacina, Jean Louis, Alexandra Grimal
- 2008 : Raphaël Chambouvet avec le trio CHK, Paul Lay, Olivier Calmel
- 2009 : Yuval Amihai (prix de groupe, premier prix de composition)

### Années 2010
- 2010 : Papanosh, Lunatic Boys, Yoann Durant[37]
- 2011 : Groove Catchers (1er prix de groupe), Antoine Guillemette (premier prix d’instrumentiste), Yann Joussein (prix de composition)
- 2012 : Paul Jarret de PJ5 (prix de composition), Ariel Tessier (prix de l'instrumentiste), Flo Trio (prix de groupe)[37],[38]
- 2013 : Anne Quillier (prix de groupe), Laura Perrudin (prix de composition)[37]
- 2014 : Laurent Coulondre trio (prix de groupe), Robinson Khoury (prix de l'instrumentiste)[37]
- 2015 : EYM Trio (groupe)[37], Curtis Efoua Ela (instrumentiste)[39]
- 2016 : Gauthier Toux Trio (prix de groupe), Alexandre Perrot, contrebassiste du groupe Lande (prix de l’instrumentiste)[40]
- 2017 : Monolithes (groupe), Martin Wangermee (instrumentiste)[41],[35]
- 2018 : Matthis Pascaud Square One (groupe), Lucas Saint-Cricq (instrumentiste)[42]
- 2019 :  Obradovic-Tixier Duo ( Lada Obradovic et David Tixier) pour le prix de groupe. La batteuse Lada Obradovic a par ailleurs reçu le prix de l’instrumentiste[43]